# مصطفی کمال (بازیکن فوتبال، زاده ۱۹۷۳)
مصطفی کمال (انگلیسی: Mostafa Kamal؛ زادهٔ ۲۳ اکتبر ۱۹۷۳) بازیکن فوتبال اهل مصر است.

## باشگاهی
از باشگاه‌هایی که در آن بازی کرده‌است می‌توان به باشگاه ورزشی الاهلی مصر اشاره کرد.